# Seuneubok Simpang (Darul Aman)
Seuneubok Simpang is een bestuurslaag in het regentschap Aceh Timur van de provincie Atjeh, Indonesië. Seuneubok Simpang telt 733 inwoners (volkstelling 2010).